# Dorcoeax
Dorcoeax is een kevergeslacht uit de familie van de boktorren (Cerambycidae). De wetenschappelijke naam van het geslacht werd voor het eerst geldig gepubliceerd in 1946 door Breuning.

## Soorten
Dorcoeax omvat de volgende soorten:
- Dorcoeax bituberosoides (Breuning, 1969)
- Dorcoeax jadoti Teocchi, 2001
- Dorcoeax ovalis Breuning, 1946